# Segata Sanshirō
Mit einer Werbekampagne um den fiktiven Judo-Meister Segata Sanshirō (jap. せがた三四郎 Segata Sanshirō) wurde 1997/98 die Spielkonsole Sega Saturn in Japan vermarktet. Name und Figur sind eine Parodie auf Sugata Sanshirō aus dem gleichnamigen Roman von Tsuneo Tomita. Akira Kurosawa verfilmte den Stoff in seinem Regiedebüt Judo Saga – Die Legende vom großen Judo von 1943.
Die Rolle des Segata Sanshirō wurde von Hiroshi Fujioka gespielt, der in Japan durch die Fernsehserie Kamen Rider (1971) populär wurde.
Durch die ungewöhnlichen Werbespots wurde die Figur des Segata Sanshirō schnell populär und half dem Sega Saturn in Japan zu einem größeren Erfolg als in anderen Verkaufsregionen. In den Werbespots werden Menschen von Segata Sanshirō körperlich gezüchtigt, die andere Freizeitaktivitäten dem Spielen mit der Saturn-Konsole vorziehen. Es erschien eine CD-Single mit drei Titeln, die auf dem Lied aus den Werbespots basiert.
Ungewöhnlich ist auch das Ende der Werbekampagne, die durch das Nachfolgemodell Dreamcast (Verkaufsstart November 1998) erforderlich wurde: In seinem letzten Auftritt rettet Segata Sanshirō die Firmenzentrale von Sega vor einem Raketenangriff und stirbt bei der Detonation.
SEGA hat ein Videospiel zu Segata Sanshirō veröffentlicht:
- Segata Sanshirō Shinkenyūgi (せがた三四郎 真剣遊戯) für Saturn (29. Oktober 1998) – gleichzeitig das letzte von SEGA veröffentlichte Spiel für die Konsole

## Gastauftritte und sonstige Erscheinungen
In der japanischen Version von Virtua Fighter 4 heißt ein KI-Profil für den Charakter Akira Yuki „Segata“.
Zudem gibt es Gastauftritte in dem japanischen Spiel Rent A Hero No. 1 (Katakana: レンタヒーローNO.1) für Dreamcast und Xbox und „Sonic and Sega all Stars racing transformed“ für PC und Konsolen.
Segata Sanshiro tauchte zudem als unterstützender Charakter im Spiel Project X Zone 2 für den 3DS auf.